# クリコ県
クリコ県（スペイン語: Provincia de Curicó）は、チリ中部にあるマウレ州 (VII) の4つの県のうちの1つである。県都はクリコ市。県は、コルチャグア県とタルカ県の間に位置し、太平洋からアルゼンチンへの国境まで及んでいる。面積は、7,280.9 km2 (2,811 sq mi)。2002年国勢調査によれば、人口は244,053人。

## 行政
県であるクリコは、第二級行政区画であり、大統領によって任命される知事が政治を行っている。

### コムーナ
県は、各自治体の市長と議会により政治が行われる、9のコムーナ（スペイン語：comunas）から構成される。
- クリコ
- ウアラニェ
- リカンテン
- モリーナ
- ラウコ
- ロメラル
- サグラダ・ファミリア
- テノ
- ビチュケン

## 歴史

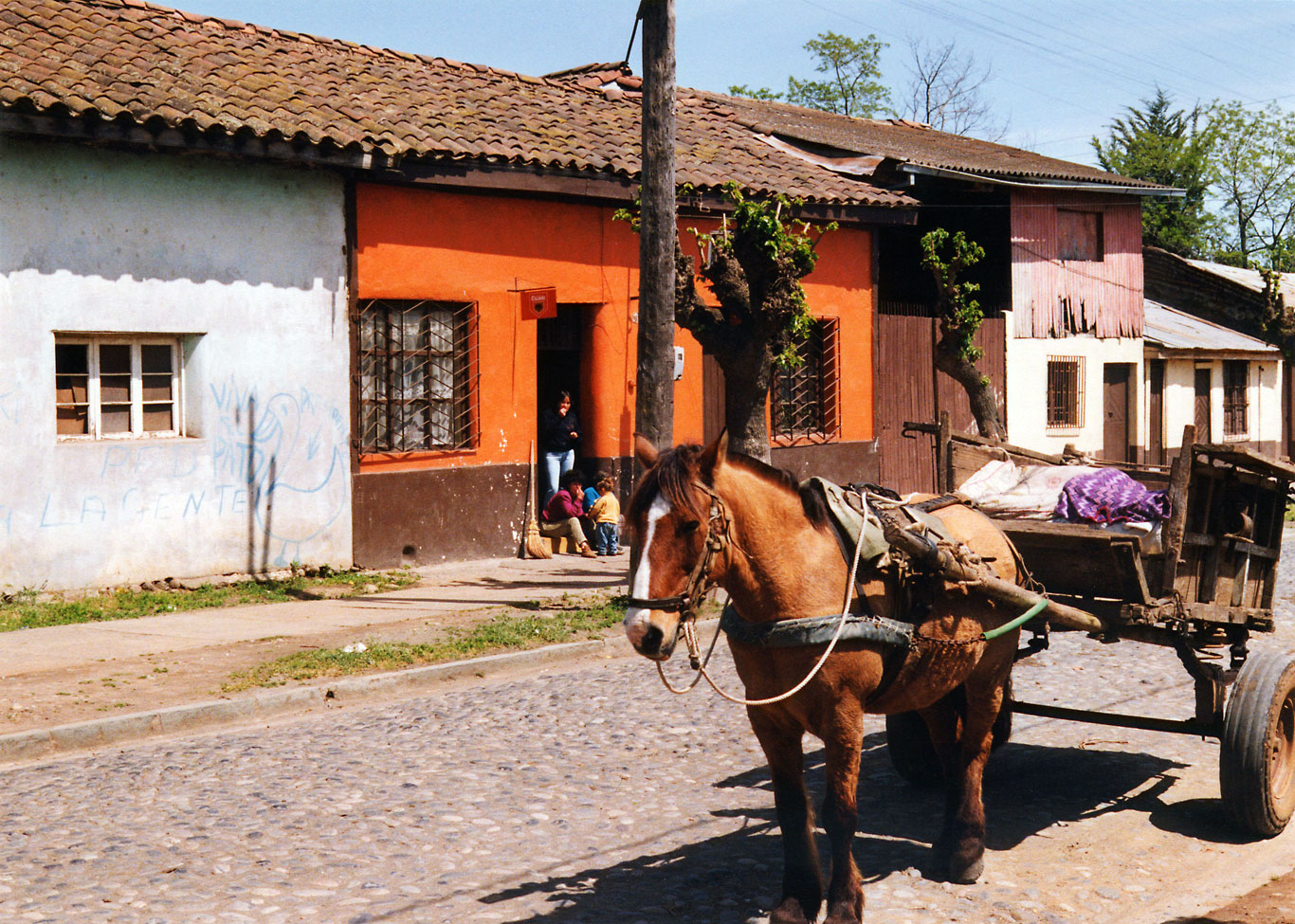
クリコ県モリナ

県名は、ピクンチェ族の1つであるクリス、あるいは現代のクリコ周辺にあるマタキト川の流れる中央峡谷のプロマウケに由来している。他の部族には、北へ向かうテーノ川（現在のラウコとテーノコムーナ）に沿ってテヌ、南へ向かうロントゥエー川に沿った現在のモリナ・コムーナのグアレモ、マタキト川に沿ったサグラダ・ファミリア、パルクイブディ町の中心部、フアラネ・コムーナのラ・ヘルタ、リカンテン・コムーナのロラがある。川の北岸にもビチュケンという同名のコムーナがある。
県は、1865年に設立した。もともとはコルチャグア県の一部であった。1974年、アウグスト・ピノチェト政権中に、CONARA（スペイン語：Comisión Nacional de Reforma Administrativa、英語：National Commission of Administrative Reform）によるチリの州改革のために、最近設立されたマウレ州内で作り替えられた。

## 地理と環境

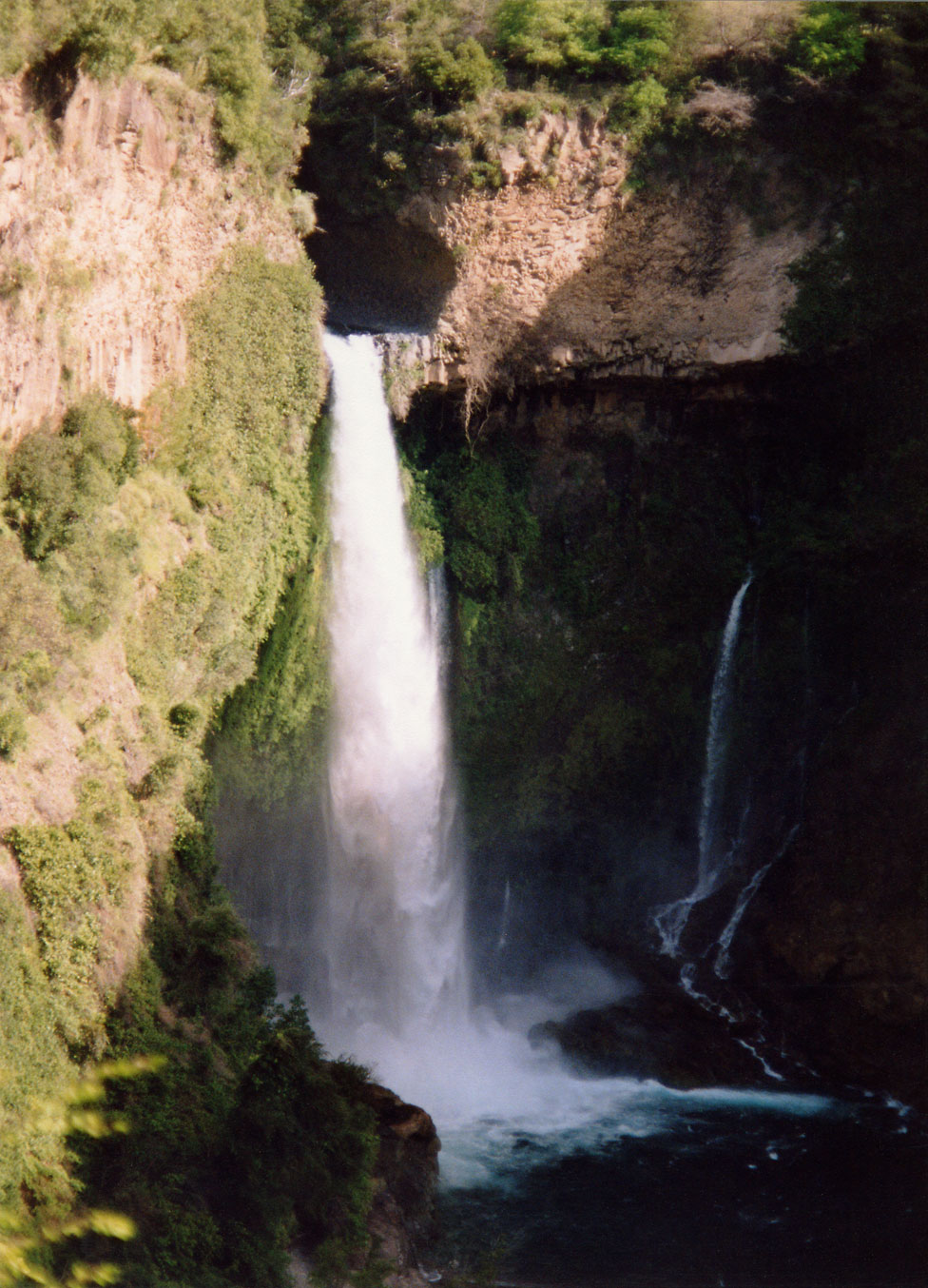
チリ中央峡谷にある花嫁の滝

クリコ県の東部と西部は山地になっており、肥えたチリ中央峡谷によって分断される。県都はマタキト川にあるクリコで、サンティアゴの194 km南に位置する。県内の山地の一部は、絶滅危惧種であるチリヤシが生息しており、その分布域の南端は、マウレ州北部（例えばクリコ県）として、一般に定義されている。過去にはこの固有種のチリヤシは広大な分布域があった。

## 人口動態
以下は、国立統計研究所（INE）の2002年国勢調査による。
- 面積：7,280.9 km2 (2,811 sq mi)
- 人口：244,053人
  - 男性：122,835人
  - 女性：121,218人
- 人口密度：33.5人/km2（87人/平方マイル）
- 人口増加率：10.6%（23,396人） - 1992年 - 2002年